# Giovanni Fei

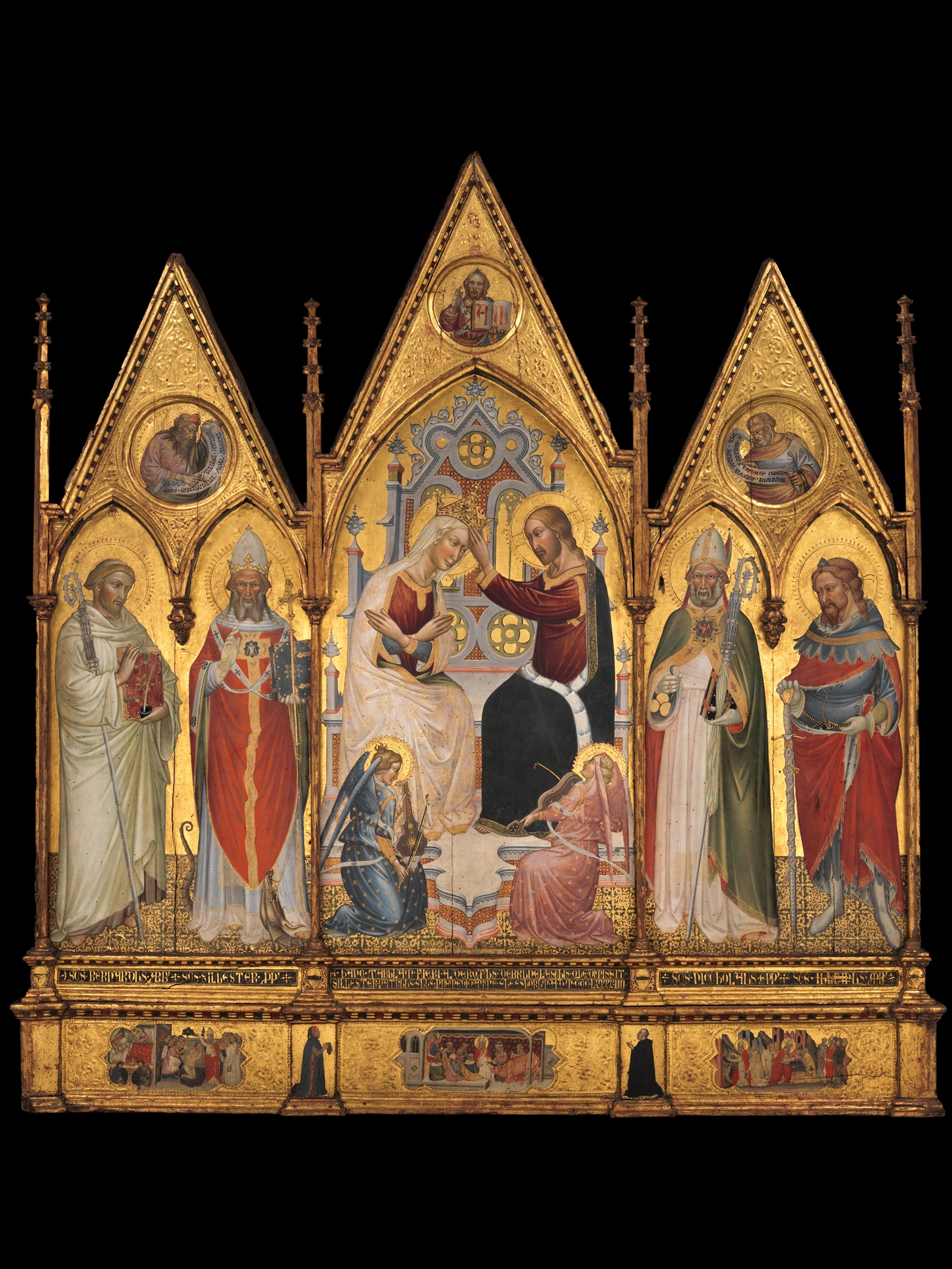
Giovanni Fei, Trittico dell'Incoronazione della Vergine, 1394 (New York, Metropolitan Museum)

Giovanni Fei (fl. XIV-XV secolo) è stato un pittore italiano, attivo principalmente in Toscana tra il XIV e il XV secolo.

## Biografia
Giovanni di Tano Fei è documentato a Firenze a partire dal 1384, data in cui risulta iscritto ai registri dei medici e degli speziali fiorentini; alcune informazioni biografiche sono desumibili dalla corrispondenza epistolare che il Fei ebbe con il mercante Francesco di Marco Datini, il quale gli aveva commissionato una tavola per il convento francescano di Bonifacio, in Corsica. Nelle lettere, scopriamo che il Fei veniva chiamato con il nomignolo di "Nanni", che viveva in via dell'Anguillara a Firenze, e che aveva lavorato per Avignone. Nel 1401 aveva preso in moglie la "Nanna", figlia di Bartolomeo Lapi dalla Scarperia.
Realizzò tavole e affreschi per la chiesa di San Francesco a Prato, per il monastero di Santa Brigida al Paradiso a Pian di Ripoli, per l'ospedale Serristori di Figline Valdarno. Molte delle opere a lui attribuite si trovano conservate in musei e collezioni: si ricordano, il Kunstmuseum di Berna, il Metropolitan Museum di New York, il Bode-Museum di Berlino, il Musée des Beaux-Arts di Tours, il Museo collezione Gianfranco Luzzetti di Grosseto, il Lindenau-Museum di Altenburg.